# Lista de parques e praças de São Carlos
São Carlos possui quase uma centena de áreas verdes entre parques, praças e parques lineares. Alguns representam logradouros bastante tradicionais, ao passo que outros são menos conhecidos.

## Praças
- Paulino Botelho (antigo Jardim Público) em frente à Catedral
- Dom José Marcondes Homem de Melo (da Catedral)
- Coronel Salles (centro)
- Barão do Rio Branco (da Escola Estadual Doutor Álvaro Guião) antiga escola normal
- São Lucas (Santa Casa)
- Maria Gertrudes de Arruda (em frente à Escola Estadual Jesuíno de Arruda) antigo ginásio estadual
- Santos Dumont (onde hoje está o mercado municipal)
- dos Voluntários (MMDC"A")
- Pedro de Toledo (Piscina Municipal)
- Maria Apparecida Resitano (em frente ao Mercado Municipal de São Carlos)
- Elias Salles (Largo Santa Cruz)
- Senni (em frente ao Senai)
- Antonio Prado (em frente a Estação de São Carlos)
- Largo São Benedito
- Leonor Mendes de Barros
- Thomaz Casale "Magnólias" (Cidade Jardim)
- Geraldo Eugênio de Toledo Pizza "Glicínias" (Cidade Jardim)
- Padre Roque Pinto de Barros (Igreja de Santo Antônio de Pádua da Vila Prado, uma homenagem a Saba e Nicolau Sallum fundadores do bairro)
- da avenida Grécia (Vila Sônia)
- da Saudade (cemitério Nossa Senhora do Carmo)
- Avenida São Carlos x Rua Antonio Blanco
- Brasil (em frente a Escola Técnica Estadual Paulino Botelho) (antiga Escola Industrial)
- Escola Municipal (ao lado do hospital)
- Arcesp (Vila Nery) antigo balão do bonde
- Estanislau Kruszynzki (perto da tapete São Carlos)
- da Passagem (beirando a ferrovia)
- Cemitério Bela Vista
- Itália (antiga Sanbra)
- João Vieira Ricardo (Lagôa Serena)
- Dr. Christiano Altenfelder Silva (praça da XV)
- Francisco Xavier do Amaral (na divisa do Santa Mônica)
- Padre Faustino (antiga caixa de água da Vila Irene)
- Itagyba Cardoso de Toledo (Vila Alpes)
- Roberlei Jairo Oliveira (Vila Marcelino)
- Ricetti (rotatória)
- Nova São Carlos (rotatória)
- M7
- Largo das Tavadeiras (Rotatória do Shopping)
- Largo do Monjolinho (Rotatória do Cristo)
- Terminal Rodoviário (Rodoviária de São Carlos)
- Antonio Roda (ao lado do Estádio Luisão)
- Leopoldo Prado
- Jorge Luís Camargo (Vila Prado)
- da Marechal
- Prof. Engº Miguel Carlos Stamato (inaugurada em 7 de julho de 1976 no Jardim Paraíso)
- Santa Mônica (perto da Marechal)
- Thomaz Mazziero (inaugurada em 1982 na Redenção)
- Intermediária 1 e 2 (Redenção)
- Tarciso Mora (Redenção)
- Lacticínios
- da Lua (Vila São José)
- Igreja (Maria Stella Fagá)
- Jardim Cardinalli (abandonada)
- Renato Talarico (Av. Grécia com Av. Pádua Salles ao lado da rotatória)
- Tecumseh do Brasil (Jockey Clube)
- Recanto das Flores
- Rotatória Celeste Zanon
- Rotatória Alois Partel
- Rotatória da Miguel Petroni I e II
- Rotatória Leopoldo Prado
- Rotatória Grécia (atrás da Escola Estadual Jesuíno de Arruda)
- Rotatória do Hospital Escola
- Culto a Ciência ou do Ingá (rotatória da USP I, na avenida trabalhador sãocarlense)
- dos Universitários (USP I, entrada da Visconde de Inhaúma)
- do Ginásio Municipal Milton Olaio (apenas terra batida, usada como estacionamento)
- da Bandeira (em frente ao Teatro Municipal de São Carlos)
- Lourenço Innocenttini (rotatória acima do balão do bonde)
- Unicep Anglo (Vila Alpes)
- José Guaraná (Jardim Nova São Carlos)
- João Vendramini Filho (Jardim Nova São Carlos)
- Vila Izabel Domingues Rodrigos Filho [1]
- Professor Doutor Rubens Lima Pereira (Azulville)
- Maria Inês Valvassore Maciel (?)

## Parques
- Parque Eco-esportivo Damha (com campo de golf, equitação, etc...)
- Parque São Miguel (eventos Damha)
- Parque Ecológico Municipal "Dr. Antonio Teixeira Viana"
- Horto Florestal Municipal Navarro de Andrade (com pista de saúde)
- Bosque Cambuí no Santa Marta (com pista de saúde)
- Bosque da UFSCar (com pista de saúde)
- Bosque da Paineiras
- Bosque do Santa Mônica
- Bosque do Ipês
- Parque do Espraiado
- Estância Catavento
- Parque do Rui Barbosa
- Parque do Bicão (antiga lagoa do turco)
- Parque do Kartódromo (antigo kartódromo)
- Parque do Centro Esportivo Dario Placeres Cardoso Júnior (antigo terreno da CICA, no centro)
- Parque da Chaminé (junto ao córrego do Gregório, entre a rua São Paulo e a Escola Educativa)

## Parques lineares
- do rio Monjolinho
- do córrego do Gregório
- do córrego Tijuco Preto
- do córrego Santa Maria Madalena ou do Leme
- da avenida Dr. Teixeira de Barros (rua larga)
- da Chaminé
- das Torres (parceria da Electrolux)
- das Cerejeiras (em instalação, às margens do córrego Lazarini no Jardim Cardinalli até a foz com córrego do Gregório.